# Stan Collymore
Stanley Victor Collymore (Stone, 22 januari 1971) is een Engels voormalig voetballer.

## Clubcarrière
Collymore begon zijn loopbaan als aanvaller in 1990 bij Crystal Palace FC. Hierna speelde hij voor Southend United FC voordat hij in 1993 bij Nottingham Forest FC kwam waar hij doorbrak. Zijn transfer naar Liverpool FC was in 1995 de duurste Britse binnenlandse transfer. Na twee seizoenen werd hij verkocht aan Aston Villa waar hij te maken kreeg met depressies. Hij keerde terug in het voetbal met een korte huurperiode bij Fulham FC voordat zonder transfersom in 2000 naar Leicester City ging. In oktober 2000 ging hij bij Bradford City AFC spelen maar dat werd geen succes. In februari 2001 ging hij naar het Spaanse Real Oviedo maar een maand later stopte hij op dertigjarige leeftijd met voetbal. In totaal speelde hij 251 competitiewedstrijden waarin hij 99 doelpunten maakte.

## Interlandcarrière
Collymore speelde ook drie wedstrijden voor het Engels voetbalelftal. Hij maakte zijn debuut voor de nationale ploeg onder bondscoach Terry Venables op 3 juni 1995 in de vriendschappelijke wedstrijd tegen Japan (2-1), toen hij een aanvalskoppel vormde met Alan Shearer. Hij moest in dat duel na 76 minuten plaatsmaken voor Teddy Sheringham. Zijn derde en laatste interland speelde hij onder bondscoach Glenn Hoddle op 10 september 1997, toen hij in het WK-kwalificatieduel tegen Moldavië na 83 minuten inviel voor centrumspits Les Ferdinand. 